# Narkevičius
Narkevičius ist ein litauischer männlicher Familienname.

## Herkunft
Der Familienname ist slawischer Herkunft (vgl. Narkewytschi in der Ukraine).

## Weibliche Formen
- Narkevičiūtė (ledig)
- Narkevičienė (verheiratet)

## Namensträger
- Deimantas Narkevičius (* 1964),  Filmregisseur und Installationskünstler
- Edgaras Narkevičius (* 1972), Pharma-Manager und Politiker, Vizeminister der Gesundheit
- Jaroslavas Narkevičius (* 1962),  Politiker, Seimas-Mitglied und Verkehrsminister, siehe Jarosław Narkiewicz
- Petras Narkevičius (* 1955),  Ingenieur und Politiker, Seimas-Mitglied, Vizebürgermeister von Panevėžys